# Jackie Silva
Jacqueline Louise "Jackie" da Cruz Silva, född 13 februari 1962 i Rio de Janeiro, är en brasiliansk före detta beachvolleybollspelare och volleybollspelare .
Silva blev olympisk guldmedaljör i beachvolleyboll vid sommarspelen 1996 i Atlanta.